# Jorn De Boeck
Jorn De Boeck (3 februari 2004) is een Belgisch basketballer.

## Carrière
De Boeck speelde in de jeugd van BC Lede en BBC Helios Zottegem. Bij Zottegem speelde hij uiteindelijk mee met de eerste ploeg. In 2023 maakte hij de overstap naar Okapi Aalst waar hij voor de tweede ploeg uitkwam maar ook zijn debuut maakte in de BNXT League in het seizoen 2023/24. In het seizoen 2024/25 kreeg hij opnieuw een kans bij de eerste ploeg.